# 川崎町立前川小学校青根分校
川崎町立前川小学校青根分校（かわさきちょうりつ まえかわしょうがっこう あおねぶんこう）は、かつて宮城県柴田郡川崎町前川にあった公立小学校。川崎町立前川小学校の分校で、1世紀を超える歴史があった。直線距離で10キロメートル西側には蔵王連峰がそびえ、1～2キロメートル東側は仙台圏の別荘地である。

## 沿革
- 1990年（平成2年） - へき地等級2級指定
- 1992年（平成4年） - 創立100周年記念式典
- 1995年（平成7年） - 新校舎落成[2]
- 1996年（平成8年）
  - - プール落成
  - - TBC子ども音楽コンクール優秀賞受賞
- 2011年（平成23年） - 閉校[3]

## アクセス

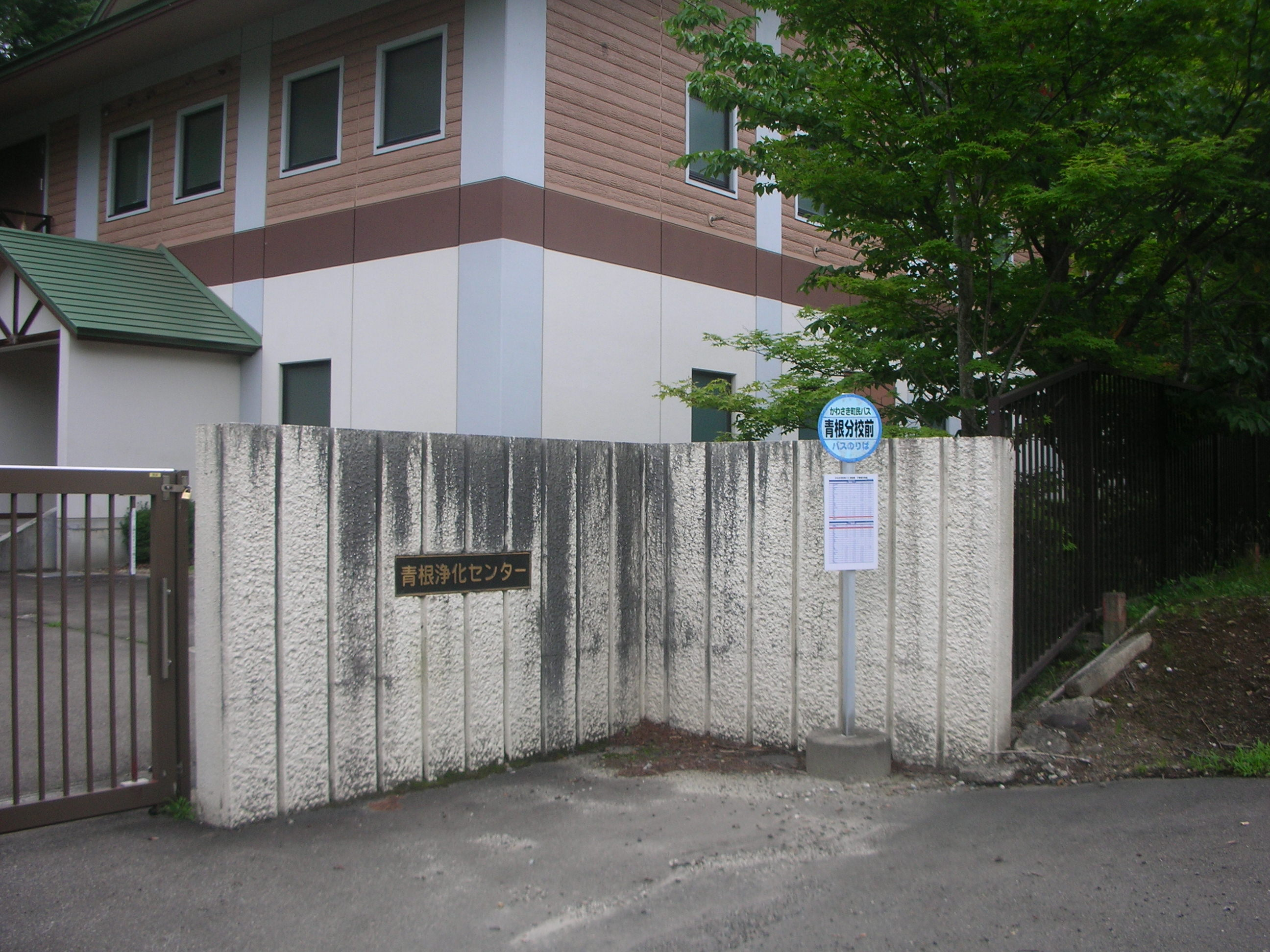
青根分校前バス停

- 川崎町民バス青根分校前より徒歩1分

## 周辺
- 青根浄化センター
- じゃっぽの湯
- 青根洋館
- 青根簡易郵便局
- 青根温泉